# كاي ويليامسون
كاي ويليامسون (بالإنجليزية: Kay Williamson)‏ هي لغوية نيجيرية، ولدت في 26 يناير 1935 في هيرفورد في المملكة المتحدة، وتوفيت في 3 يناير 2005 في البرازيل.